# Хогзилла
Хогзилла — гигантская свинья, боров, метис дикого кабана и домашней свиньи.
Была обнаружена и застрелена в Алапахо, Джорджия, 17 июня 2004 года Крисом Гриффином, близ рыбной фермы Кена Холиока и охотничьего заказника.
Животное достигало длины 3,7 м и массы 450 кг. Первоначально сообщение об этом животном не воспринимали всерьез.
В 2005 году туша хряка была изучена учеными Озом Кацем и Роем Лернером. ДНК-тест показал что это животное является метисом дикого кабана и домашней свиньи гемпширской породы.
Величина животного является экстраординарной по сравнению с обитающими в дикой природе особями дикого кабана.
Клыки Хогзиллы оказались длиной 71 и 48 мм.
В 2005 году каналом National Geographic Channel был снят фильм об этом животном. В 2007 году был снят фильм The Legend of Hogzilla.